# St. Nikolaus (Aufham)

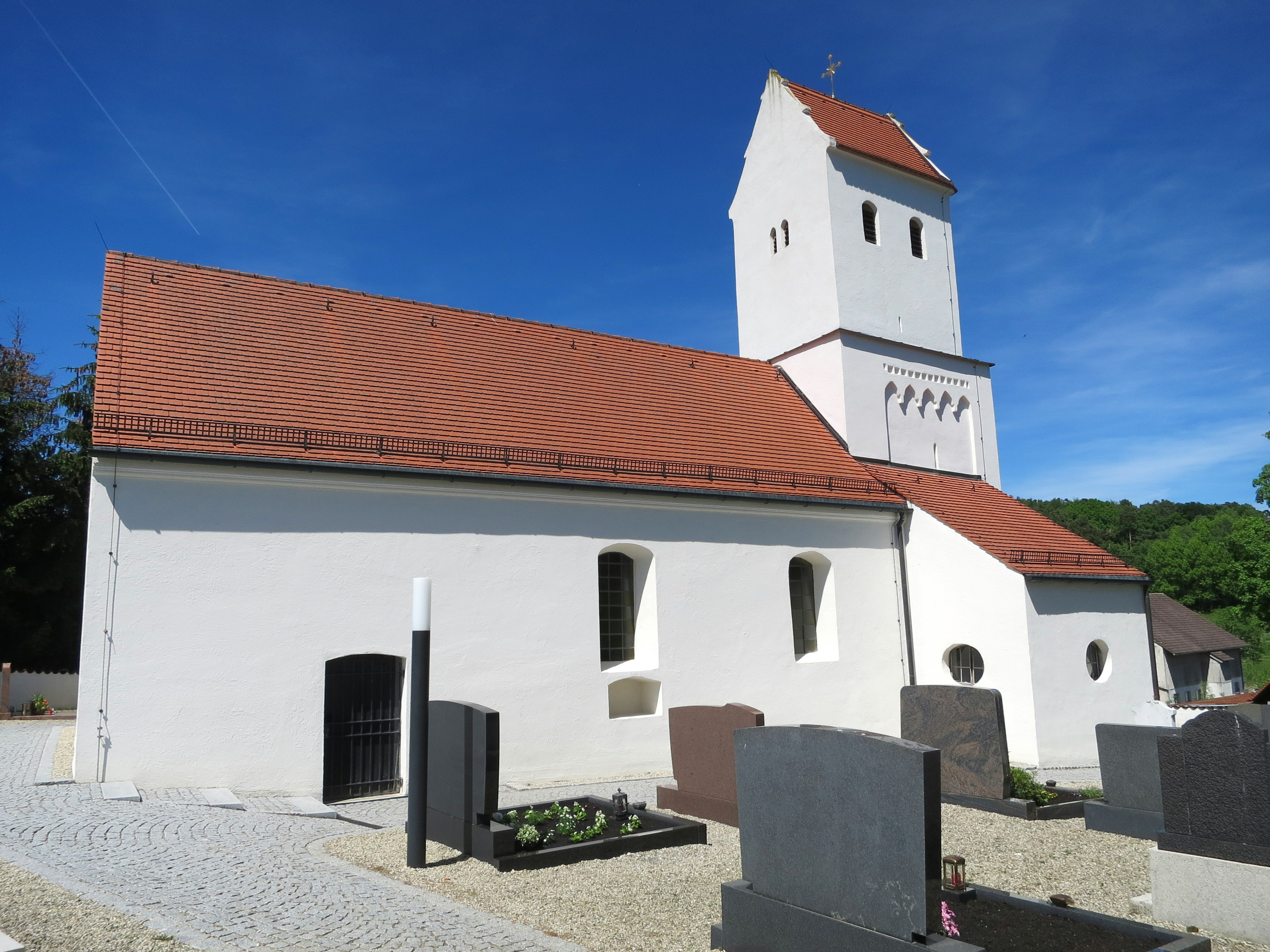
St. Nikolaus in Aufham

Die römisch-katholische Filialkirche St. Nikolaus steht in Aufham, einem Gemeindeteil von Schweitenkirchen im oberbayerischen Landkreis Pfaffenhofen an der Ilm. Das Bauwerk ist als Baudenkmal unter der Nr. D-1-86-152-5 eingetragen. Die Kirche gehört zum Erzbistum München und Freising.

## Beschreibung
Die im Kern spätromanische Saalkirche wurde im 14. Jahrhundert erbaut. Sie besteht aus einem Langhaus, das um 1860 nach Westen verlängert wurde, und mit einem Satteldach bedeckt ist. Der Chorturm steht im Osten und die Sakristei an dessen Südwand. Der Innenraum des Langhauses ist mit einer Holzbalkendecke überspannt, der des Chors, d. h. das Erdgeschoss des Chorturms, mit einem Kreuzrippengewölbe. Der Hochaltar wurde um 1720 aufgestellt. Auf seinem Altarretabel wurde Nikolaus von Myra dargestellt.